# 美しき生命
『美しき生命』（うつくしきせいめい 原題: Viva la Vida or Death and All His Friends）は、イギリスのロック・バンドであるコールドプレイの4枚目のスタジオアルバムである。日本では世界に先駆け2008年6月11日にリリースされた。本国イギリスでは6月12日、北米では17日。
原題の「Viva la Vida or Death and All His Friends」を直訳すると、「人生万歳、もしくは、死と彼の全ての友人」となり、このアルバムのテーマ、「生と死」を表している。

## 概要
アルバムジャケットにはウジェーヌ・ドラクロワの『民衆を導く自由の女神』が使用されている。「Viva la Vida」(スペイン語で「人生万歳!」を意味する)はメキシコの画家、フリーダ・カーロの作品にちなんでいる。本国イギリスではリリース3日後にNo.1のチャートアクション、30万枚を売り上げ、グラミー賞 最優秀ロック・アルバム賞を受賞した。
今作のヒット後、アルバムに収録されなかった楽曲を集めたEP『プロスペクツ・マーチ』が発表された。その後デラックス・エディションとして、『美しき生命～プロスペクツ・マーチ・エディション』もリリースされている。
収録曲「美しき生命」は、iPodのCMソングに起用された。また、日本テレビ系特別番組『緊急中継!古代ローマ大発掘スペシャル』では、番組内使用曲に「ヴァイオレット・ヒル」が、エンディング使用曲に「美しき生命」が、それぞれ使用された。また、2009年にテレビ朝日系列で放送された桜庭ななみ主演のドラマ「ゴーストタウンの花」では、番組の最後にサビの部分が流れた。

## 収録曲
1. 天然色の人生 - Life In Technicolor
2. 哀しみのロンドン - Cemeteries Of London
3. ロスト! - Lost!
4. 42 - 42
5. ラヴァーズ・イン・ジャパン - Lovers In Japan / Reign Of Love
6. Yes - Yes
7. 美しき生命 - Viva La Vida
8. ヴァイオレット・ヒル - Violet Hill
9. ストロベリー・スウィング - Strawberry Swing
10. 生命の幻影 - Death And All His Friends
11. ロスト? - Lost? 日本盤ボーナストラック